# 11e cérémonie des North Carolina Film Critics Awards
La 11e cérémonie des North Carolina Film Critics Awards (NCFC Awards), décernés par la North Carolina Film Critics Association, a eu lieu le 3 janvier 2023, et a récompensé les films réalisés l'année précédente,.

## Palmarès

### Meilleure révélation
- Austin Butler pour le rôle de Elvis Presley dans Elvis
  - Frankie Corio pour le rôle de Sophie Lesley Patterson dans Aftersun
  - Stephanie Hsu pour le rôle de Joy Wang et Jobu Tupaki dans Everything Everywhere All at Once
  - Gabriel LaBelle pour le rôle de Samuel « Sammy » Fabelman dans The Fabelmans
  - Amber Midthunder dans Prey